# Ruppiaceae
Ruppiaceae је фамилија монокотиледоних биљака, коју прихвата мали број систематичара. У систему APG II фамилија је укључена у ред Alismatales. Фамилија је сродна фамилијама Cymodoceaceae и Posidoniaceae, са којима формира монофилетску кладу. 